# Ron Klain
Ronald Alan Klain (1961. augusztus 8. –) amerikai ügyész, politikai tanácsadó, 2021-től 2023-ig Joe Biden elnök kabinetfőnöke. A Demokrata Párt tagja, korábban Al Gore (1995-1999) és Joe Biden (2009-2011) kabinetfőnöke volt alelnökségük alatt. 2014 és 2015 között az ebola vírus Fehér Ház-i koordinátora volt, miután a betegség megjelent az Egyesült Államokban. 2020-ban Joe Biden elnökségi kampányában dolgozott. Győzelme után, november 12-én jelentette be a megválasztott elnök, hogy Klain lesz a kabinetfőnöke.

## Karrier

### 2008-2015: az Obama-kormány alatt

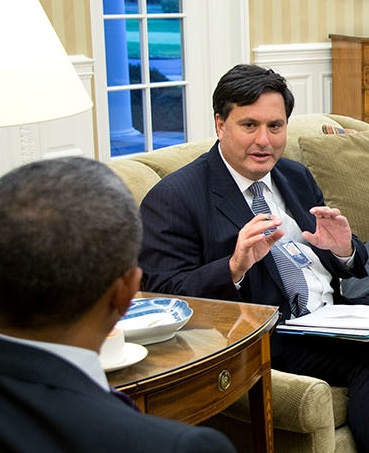
Klain és Barack Obama elnök

Klain segített Obamának felkészülni a 2008-as elnöki vitákra. 2008. november 12-én a Roll Call bejelentette, hogy kiválasztották Klaint Joe Biden kabinetfőnökének, amely pozíciót Al Gore alatt már betöltött korábban.
Az Amerikai Egyesült Államok Szenátusánál tanácsadóként dolgozott, mikor Biden volt annak elnöke. Biden 1988-as elnöki kampánya alatt dolgozott korábban az alelnökkel, mint beszédíró.
Klain lehetséges jelölt volt Rahm Emanuel helyére, mint az elnök kabinetfőnöke, mikor az lemondott. Klain elutasította a lehetőséget és a privát szektorban kezdett dolgozni.
2014. október 17-én kinevezték, mint az ebola vírus Fehér Ház-i koordinátora. Ezt a pozíciót 2015 februárjáig tartotta.
Azóta, hogy elhagyta az Obama-kabinetet, dolgozott a Skoll Foundation Global Threats Fund tanácsadójaként és a Revolution LLC. alelnökeként.

## Magánélet
Klain felesége Monica Medina, ügyész, tanácsadó és az Our Daily Planet társalapítója, ami egy környezetvédelmi platform. Három gyermekük van, Hannah Michael és Daniel.
Az Újraszámlálás filmben, amely a 2000-es amerikai elnökválasztásról szól, Kevin Spacey alakította Klaint.